# The Warhol nation
|  | Denne artikel er oprettet af botten PalnaBot ud fra en ekstern database. Den kan derfor have sproglige fejl eller mangler. Denne skabelon kan fjernes efter kontrol af indholdet. |

The Warhol nation er en dokumentarfilm fra 1997 instrueret af Jakob Kirstein Høgel efter eget manuskript.

## Handling
Andy Warhols forældre emigrerede til USA i begyndelsen af århundredet fra en afsides rusynsk landsby i Karpaterne i Slovakiet. Selvom Warhol blev født i USA og aldrig besøgte sine forældres hjemstavn, har rusynerne taget ham til sig. Filmen giver et billede af, hvordan Warhol som figur får nye dimensioner i det gamle hjemland - ikke i kraft af sin kunst, men i kraft af sin berømmelse.